# Gran Chaco

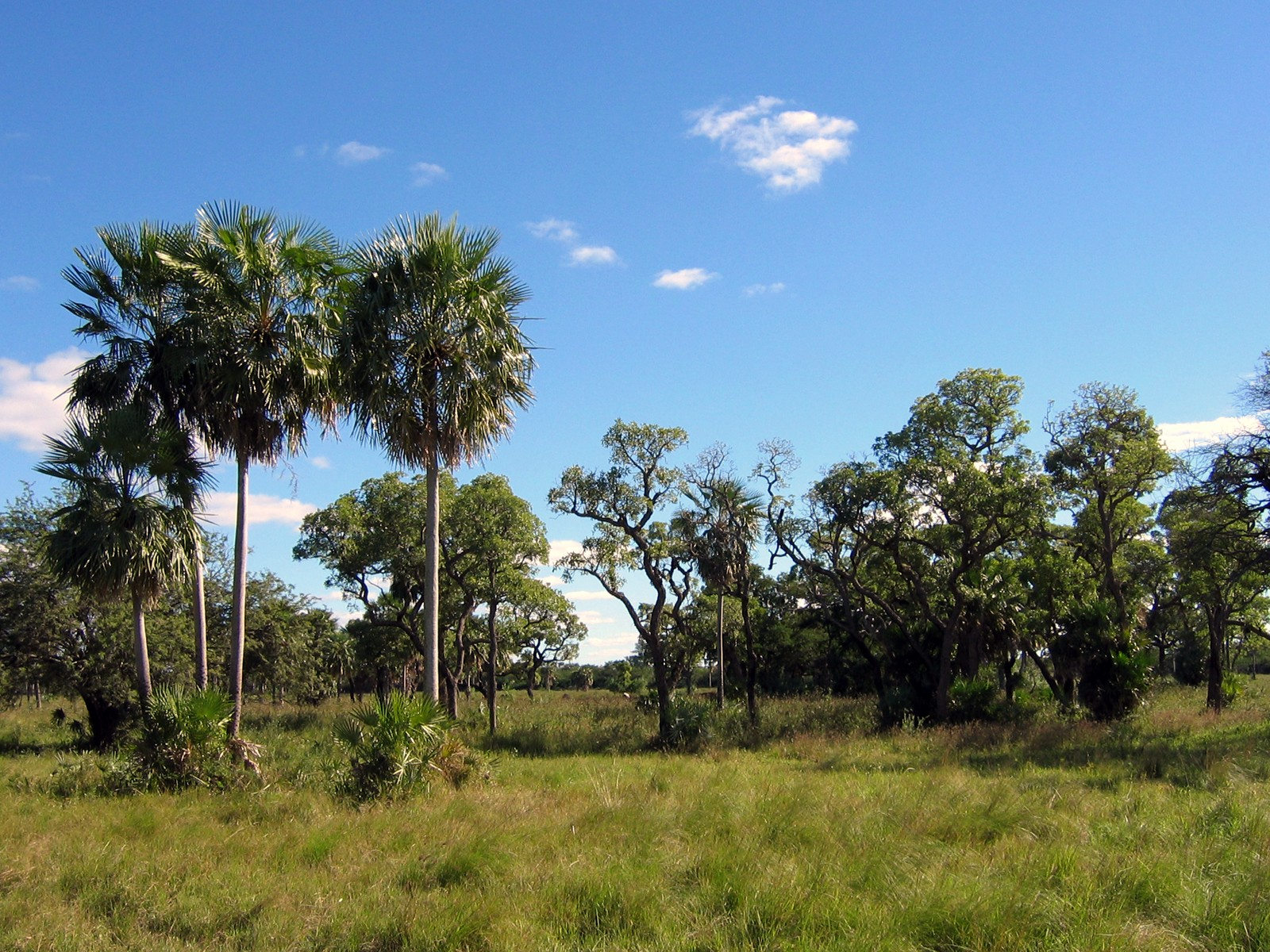
Landschaft im Gran Chaco in Paraguay

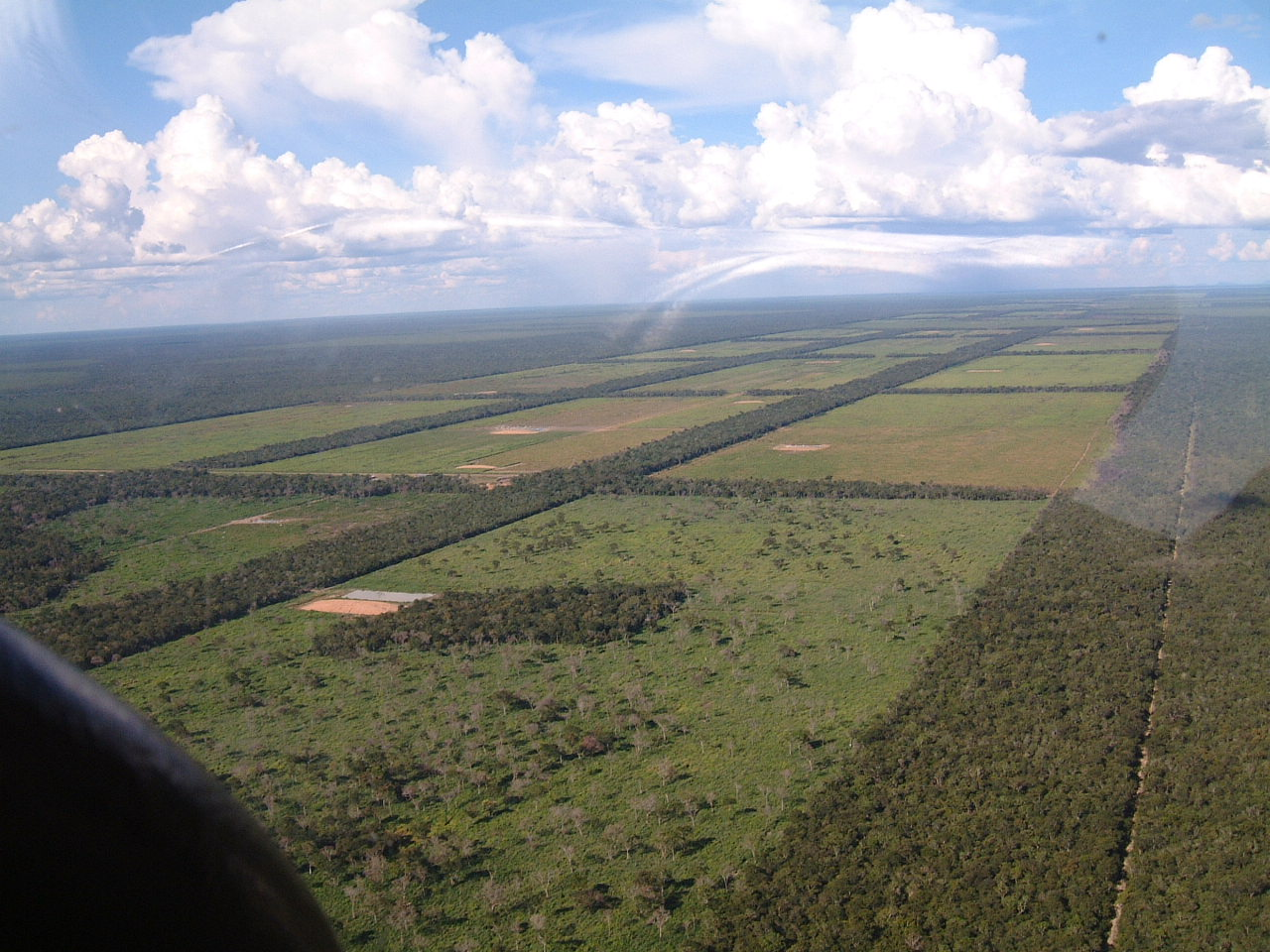
Entwaldung im Gran Chaco, Paraguay

Der Gran Chaco oder kurz Chaco ist eine Region mit Trockenwäldern und Dornbuschsavannen im Inneren Südamerikas. Er umfasst den Norden von Argentinien, den westlichen Teil von Paraguay, den Südosten von Bolivien und einen kleinen Teil Brasiliens. Seine Ostgrenze bilden die Flüsse Río Paraná und Río Paraguay, während sich seine Westgrenze von Nord nach Süd etwa von Santa Cruz de la Sierra (Bolivien) über Santiago del Estero (Argentinien) bis nach Córdoba erstreckt.
Im Süden geht der Chaco fast unmerklich in die Pampa über, im Westen grenzt er an die Wolkenwälder der Yungas. Hinter den die Ostgrenze bildenden Flüssen beginnt ein leicht hügeliges, teilweise sumpfiges Grasland. Der Name Chaco stammt aus der indigenen Sprache Quechua und wurde von chaku für „Treibjagd“ oder chaqu für „baumlose Ebene“ abgeleitet.
Das Klima ist tropisch bis subtropisch. Die Sommer sind heiß und feucht, die Winter mäßig warm und teils sehr trocken. Im Chaco liegt der Hitzepol Südamerikas, und zwar im argentinischen Rivadavia (+48,7 °C). Während der Osten des Chaco ein relativ feuchtes Klima besitzt, ist der Westen deutlich trockener, dort gibt es häufige Dürren im Winterhalbjahr.

## Bevölkerung

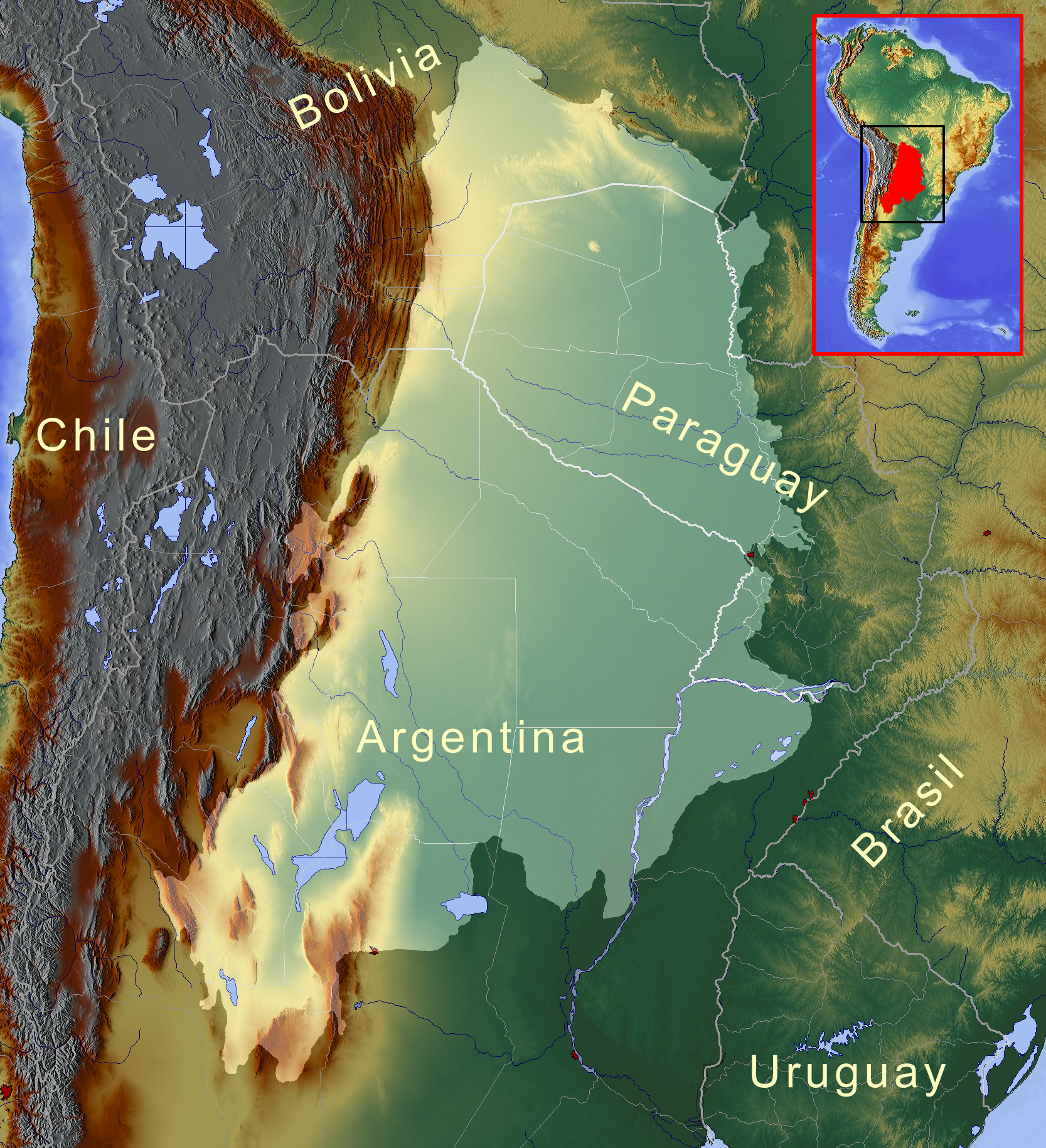
Lage des Gran Chaco

Der Gran Chaco ist vor allem im Norden und Westen ein sehr dünn besiedeltes Gebiet, das sich nur bedingt als Weideland nutzen lässt. Im Süden, im argentinischen Teil, ist die Besiedlung deutlich dichter. Charakteristisch für das Gebiet sind die so genannten Jesuitenreduktionen. Im Umkreis dieser Missionsstationen sind in der Vergangenheit Guaraní christianisiert und angesiedelt worden. Auch viele deutschstämmige Mennoniten haben sich im Gran Chaco angesiedelt. Zwischen deutschsprachigen Mennoniten und der indigenen Bevölkerung des Chaco besteht ein traditionell gutes Verhältnis, was auch auf das während der spanischen Kolonialzeit entstandene Misstrauen gegenüber spanischsprachigen Paraguayern zurückgeführt werden kann.
Noch heute leben sehr viele Nachkommen verschiedener indigener Völker im Chaco, die meisten gehören zur schon genannten Tupí-Guaraní-Sprachfamilie, wie die Chiriguano und Chané im nördlichen Argentinien. Nicht zu den Guaraní gehören dagegen die Wichí und Toba im Grenzgebiet zwischen Argentinien und Paraguay. Ausgestorben ist heute dagegen die paraguayische Ethnie der Abipón.
Im paraguayischen Chaco wird die Anzahl unkontaktierter, nomadisch lebender Indigener noch auf insgesamt 50–150 Individuen geschätzt, vor allem im Nationalpark Defensores del Chaco.

## Geschichte
Die staatliche Zugehörigkeit der Region war seit der Unabhängigkeit der lateinamerikanischen Kolonien zwischen Argentinien, Bolivien und Paraguay umstritten.
1870 musste Paraguay den südlichen Teil des Gran Chaco (zwischen den Flüssen Bermejo und Pilcomayo) nach dem verlorenen Tripel-Allianz-Krieg an Argentinien abtreten.
Der Gran Chaco war in den Jahren 1932 bis 1935 Schauplatz des blutigen Chacokriegs zwischen Paraguay und Bolivien, der sich an Gerüchten über umfangreiche Ölvorkommen entzündete. Paraguay gewann den Krieg und erhielt den größten Teil des nördlichen Gran Chaco von Bolivien. Die alsbald durchgeführten Probebohrungen blieben jedoch erfolglos.

## Landnutzung heute

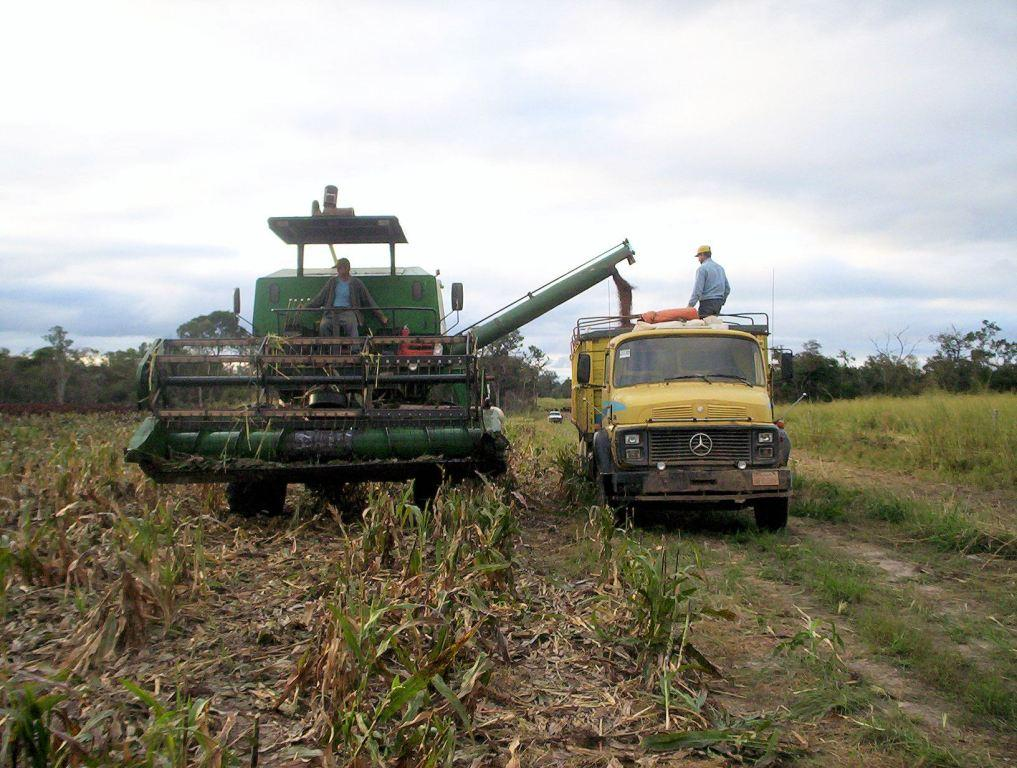
Sorghumernte 2008, Linea 14, Agua Dulce, Departamento Alto Paraguay, Paraguay

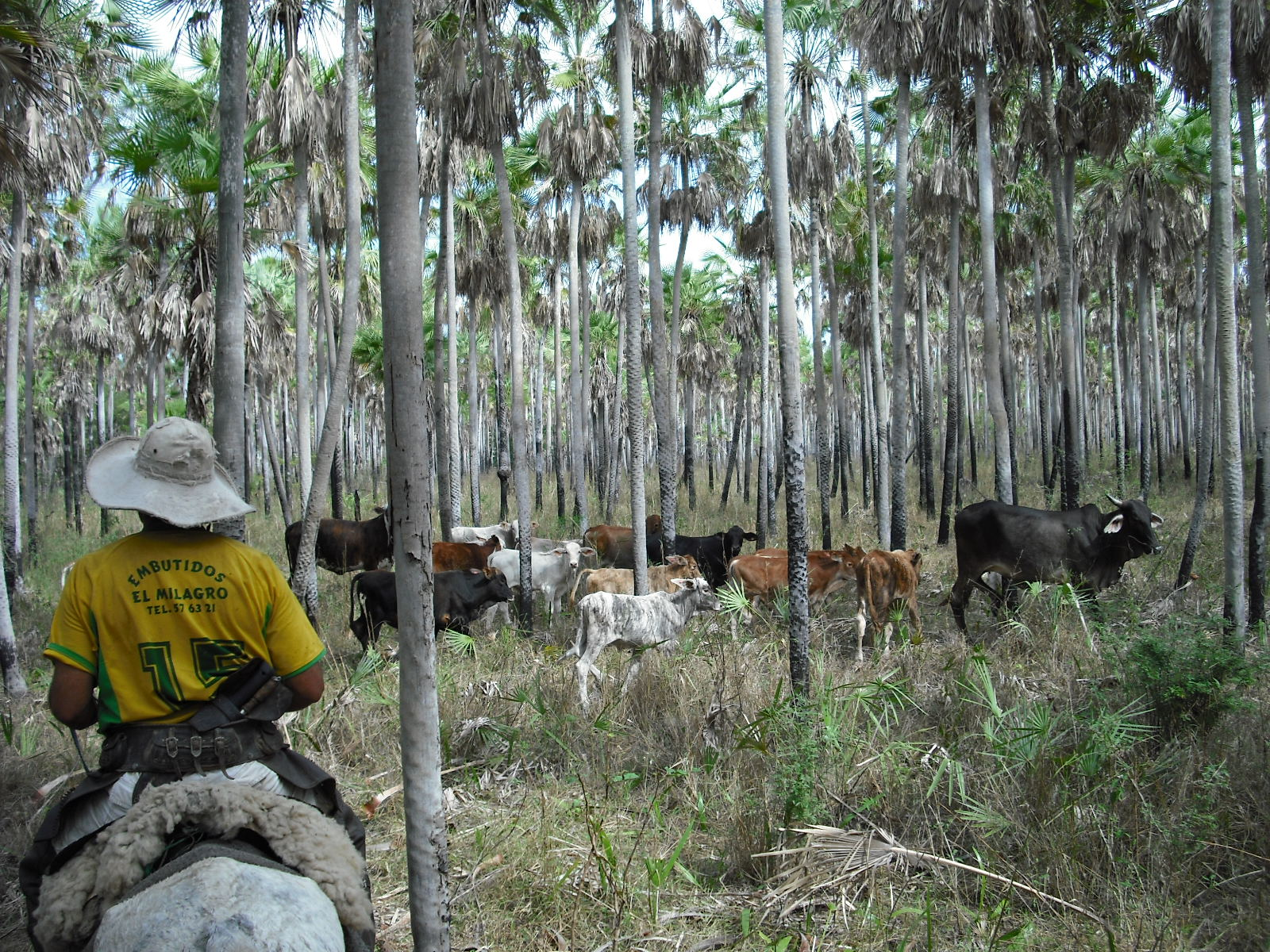
Viehzucht im Bajo Chaco, Departamento Alto Paraguay, Paraguay

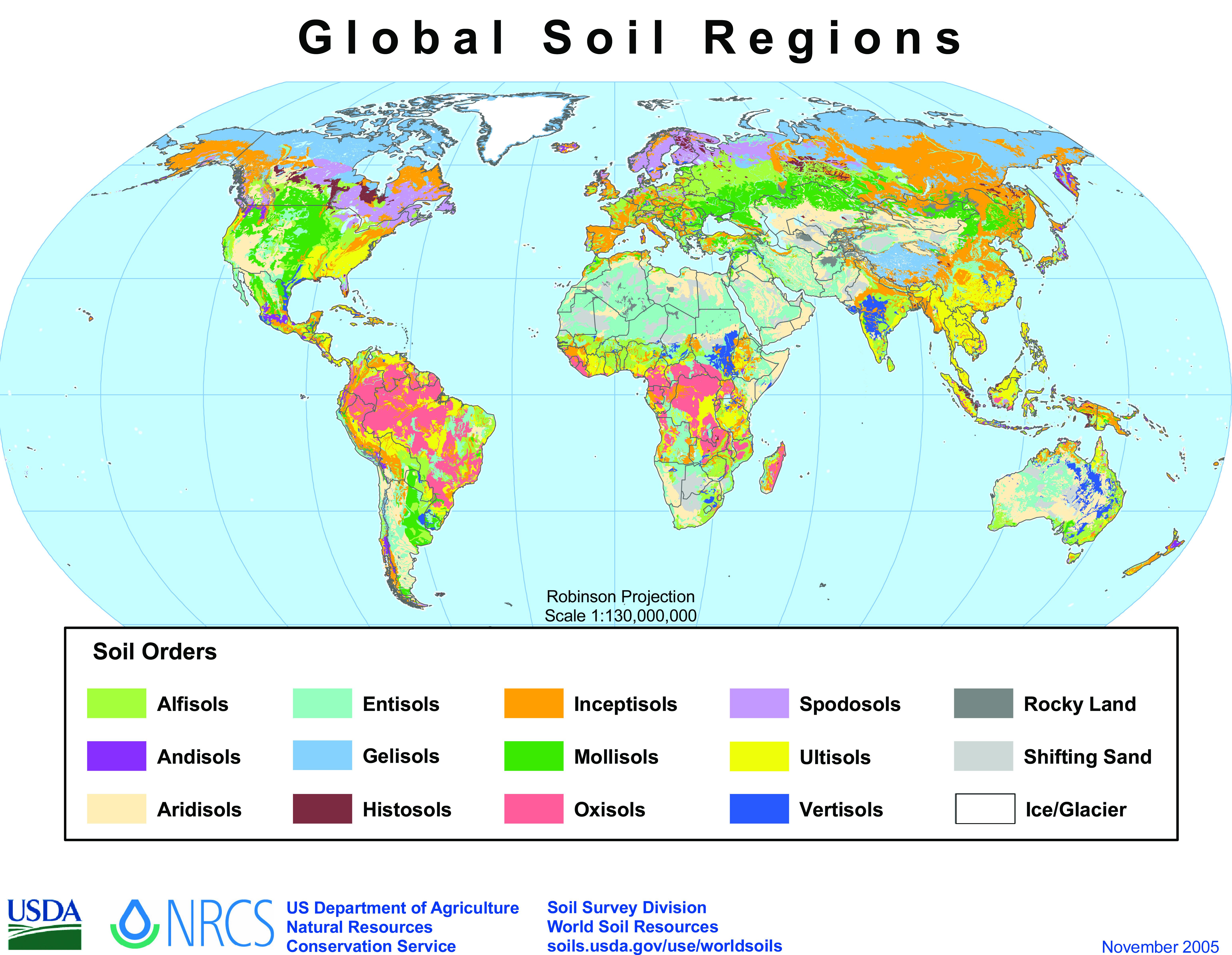
Bodentypen der Welt nach USDA-Bodenklassifikation. In kräftigem Grün: der Mollisol-Typus, den der Chaco mit den wichtigsten Getreideanbauregionen der Welt gemein hat (für Vergrößerung anklicken)

Der Chaco ist weitgehend eine Ebene mit tiefen Sedimentböden. Die überwiegend sehr fruchtbaren Böden sind günstig für viele Arten landwirtschaftlicher Nutzung. Demgegenüber besteht in weiten Teilen des mittleren Chacos ein Mangel an süßem Grundwasser und im westlichen Chaco ein arides Klima.
Die Indigenen des Gran Chaco ernähren sich überwiegend vom Jagen, Sammeln und Fischen. Die seit dem letzten Jahrhundert dort ansässigen weißen Siedler (Criollos) dagegen betreiben eine extensive Weidewirtschaft in Kombination mit Ackerbau. Die unterschiedlichen Lebensweisen führen dabei zu Konflikten, da durch die Rinder und Ziegen der Wald – die Lebensgrundlage der Indigenen – zunehmend zerstört wird. Dies gilt insbesondere für den argentinischen Teil des Gran Chaco.
In den letzten Jahrzehnten wird das Land zunehmend von großen Agrarbetrieben erschlossen und zum Teil intensiv landwirtschaftlich genutzt. Die Agrarfront breitet sich zurzeit rasch auch in die trockeneren Gebiete des Gran Chaco aus. Im Mittelpunkt steht dabei die Anpflanzung riesiger Monokulturen, beispielsweise von Soja, für den Export. Neu ist der Anbau von Jatropha für Biodiesel in den trockeneren Regionen.
Durch die oft illegalen Rodungen ist die Lebensgrundlage mancher noch nomadisch lebender indigener Gruppen bedroht. Vielerorts sehen die Indigenen deshalb ihr Grundrecht auf Nahrung verletzt. Auf argentinischer Seite kam es in den letzten zwanzig Jahren deshalb zu zahlreichen – zum Teil noch anhängigen – Rechtskonflikten, die bis zur Interamerikanischen Menschenrechtsbehörde gingen.

## Fauna
Die Trockenwälder des Gran Chaco werden von verschiedenen Gürteltieren, Pekaris und Hirschen bevölkert. Charakteristisch ist das Chaco-Pekari, eine Art, die erst in der jüngeren Vergangenheit entdeckt wurde und lange nur von pleistozänen Fossilien bekannt war. Das größte Wildtier der Region ist der Flachlandtapir. Einst war auch das Guanako häufig, das heute in der Region selten ist.
Das größte Raubtier des Gran Chaco ist der Jaguar. Eine große Population dieser Katze, sowie Pumas und Ozelots kommen im riesigen Nationalpark Kaa-Iya del Gran Chaco in Südbolivien vor. Pampasfüchse und Maikongs sind die häufigsten Hundearten. Waldhunde wurden in Kaa-Iya nachgewiesen, Mähnenwölfe finden sich im Nationalpark Copo in Argentinien.

## Geographische Gliederung
Der Chaco gliedert sich in drei Zonen. Die geographischen und klimatischen Bedingungen des Chaco begünstigen eine Vielfalt von Fauna und Flora, die ein besonderes Ökosystem schafft. Eine Besonderheit für Trockenwälder sind die über das sehr niedrige Kronendach ragenden, bis zu 15 m hohen Emergenten („Urwaldriesen“) im nördlichen Chaco, die normalerweise nur in Feuchtwäldern zu finden sind. Die Ursache sind teilweise staunasse Böden und teilweise regelmäßige Überschwemmungen.

### Chaco Bajo
Der Untere Chaco zieht sich am Westufer der Flüsse Río Paraná und Río Paraguay etwa zwischen Santa Fe in Argentinien und Pedro Juan Caballero in Paraguay entlang. Es handelt sich um einen ca. 50–100 km breiten Gürtel, der deutlich feuchter als die anderen Teile des Chaco ist. Er besteht hauptsächlich aus Palmenhainen und ist in weiten Bereichen ständig überschwemmt. Es herrscht Viehzucht auf riesigen Estancias vor.

### Chaco Medio
Der Mittlere Chaco (zwischen 250 und 500 km breit) schließt westlich an den Chaco Bajo an und reicht als Vegetationszone etwa von Córdoba bis in den Raum von Filadelfia im Norden von Paraguay (470 km von Asuncion entfernt). Die Vegetation in der leicht hügeligen Landschaft ist eine Mischung aus Hartholzbäumen und Kakteen. Charakteristischerweise findet man hier Florettseidenbäume (Palo Borracho) sowie Quebrachos (flajo, blanco und colorado), wobei aus dem Hartholz letzterer Tannine gewonnen werden. Der Süden dieser Zone wird intensiv landwirtschaftlich genutzt, im Norden ist die Bevölkerung geringer.

### Chaco Alto
Der Hohe Chaco liegt nordwestlich des Chaco Medio, etwa zwischen der Provinz Santiago del Estero in Argentinien und dem Südosten Boliviens. Er besteht aus dichten niedrigen Trockenwäldern, eine undurchlässige Barrikade aus harten Stacheln und feuerfesten Dornen, der im argentinischen Teil Impenetrable genannt wird. Hier leben noch viele Pumas, Tapire und Wildschweine. Im extremen Norden verdünnt sich die Vegetation. Westlich dieser Zone schließt ein langgestrecktes randtropisches Klima mit feuchtem Höhenwald, die sogenannten Yungas, an.